# Papyrus Egerton 2
Papyrus Egerton 2 består af fire papyrusfragmenter af et ukendt evangelium fra den anden halvdel af det 2. århundrede fundet i Egypten. Det er hverken kættersk eller gnostisk, og menes at repræsentere en Johannestradition, der er uafhængig af den kanoniske Johannes. Manuskriptet menes at være skrevet i Egypten.
Fragmenterne blev erhvervet af British Museum fra en egyptisk antikvitetshandler i 1934, og blev dokumenteret i artiklen Fragments of an Unknown Gospel and other early papyri, af H.I. Bell og T.C. Skeat, i 1935. Det eksakte fundsted er ikke kendt, men fragmenterne menes at være fundet i Oxyrhynchus i Egypten. De indgår i dag i samlingerne ved The British Library, og kan ses på John Ritblat Gallery i London.
De tre fragmenter har størrelsen 11,5 x 9,2 cm, 11,8 x 9,7 cm og 6 x 2,3 cm. Dateringen af fragmenterne er sket ved hjælp af palæografiske undersøgelser.
I 1987 fandt man et fjerde fragment af manuskriptet i en samling papyrusfragmenter i Køln. Dette fragment, der kaldes Papyrus Köln 255, har størrelsen 5,5 x 3 cm, og passer ind i bunden af det første af Egerton-fragmenterne. Den samlede tekst af alle fragmenter, er skrevet på græsk, og består af 94 linjer med ca. 2000 bogstaver, der danner ca. 400 ord.
Teksten kan indeles i seks afsnit. De fire med direkte paralleller til skriftsteder i Det Ny Testamente:
- linje 1-24: Johannes 5:39, 5:45, 9:29, (Johannes 3:2, 5:46-47, 7:27-28, 8:14, 10:25, 12:31)
- linje 25-34: Johannes 7:30, 7:44, 8:20, 8:59, 10:30-31, 10:39, Lukas 4:30
- linje 35-47: Matthæus 8:2-4, Markus 1:40-44, Lukas 5:12-14, 17:12-19, (Johannes 5:14, 8:11)
- linje 50-66: Matthæus 22:15-22, Markus 12:13-17, Lukas 20:20-26, (Matthæus 15:7-9, Markus 7:6-7, Lukas 6:46, Johannes 3:2)
- linje 67-82: Ingen direkte parallel til bestemte skriftsteder, men indeholder ord og ordsammensætninger der har paralleller i Apostlenes Gerninger, enkelte af brevene og steder i evangelierne
- linje 82-94: Beskrivelse af vold mod Jesus, der ikke omtales i Det Nye Testamente

Skriftstederne i parentes henviser til paralleller i Det Nye Testamente, men som er taget ud af deres kanoniske kontekst.
Der er tale om fragmenter fra et ukendt evangelium, som er skrevet i et afdæmpet sprog. Da visse af parallellerne til Det Nye Testamente er taget ud af deres kanoniske sammenhæng, formodes det, at forfatteren til manuskriptet har arbejdet ud fra en mundtlig overlevering frem for en skriftlig.
Manuskriptet repræsenterer tilsyneladende en Johannestradition, der nok er tidsmæssig sammenfaldende med den kanoniske Johannes, men uafhængig af den. Fragmenterne er sammen med det lidt ældre Rylands Papyrus (P52) den ældste bevarede reference til Johannesevangeliet.

## Eksterne link og kildehenvisninger
- The PAPYRUS EGERTON 2 Homepage Arkiveret 24. februar 2006 hos  Wayback Machine
- Artiklen Fragments of an Unknown Gospel and other early papyri fra 1935 Arkiveret 13. juni 2010 hos  Wayback Machine
- Papyrus Egerton 2: English Translation – oversættelse af den græske tekst Arkiveret 30. marts 2013 hos  Wayback Machine
- Papyrus Egerton 2: Fragments from a Gospel Codex
- John Ritblat Gallery – Sacred Texts

| Religion | Spire Denne religionsartikel er en spire som bør udbygges. Du er velkommen til at hjælpe Wikipedia ved at udvide den. |